# CFM Shadow
Die CFM Shadow war ein zweisitziges Ultraleichtflugzeug des britischen Herstellers Cook Flying Machines, das von den 1980er Jahren bis zum Konkurs der Firma im Jahre 1996 produziert worden ist.

## Geschichte und Ausstattung
Die Tragflügel dieser Maschine bestehen aus Aluminium und Holz und sind mit Glasfaserrippen und Hartschaum verstärkt. Die Hinterkante der Tragflächen besteht aus einem Verbund von Sperrholz und Polyestergewebe. Das hintere Leitwerk ist aus Aluminium gefertigt. Die Seitenflossen und das Ruder sind unter dem Heckausleger angebracht. Es sind an den Flügeln zusätzliche Fächer für bis zu 5 Kilogramm Gepäck vorhanden. Die aufwärts gewölbten Flügel verhindern das Trudeln der Maschine und erhöhen den Auftrieb beim Start. Das Cockpit ist geschlossen und das Fahrwerk kann nicht eingezogen werden. Es sind auch Modelle diese Typs mit Schwimmern anstelle von Räder ausgeliefert worden. Die beiden Nachfolgemodelle CFM Shadow C und CFM Shadow D hatten einen größere Reichweite und höhere Höchstgeschwindigkeit als die CFM Shadow B. Die Fertigung der Einzelteile erfolgte in Suffolk und die Endmontage auf dem Fliegerhorst Old Sarum bei Salisbury, Wiltshire. Einige Modelle wurden mit Sprühvorrichtung, Kamera der Firma Hasselblad oder Infrarotkamera ausgeliefert. Die Kosten des Bausatzes des Models CFM Shadow A betrugen ohne Motor und Propeller im Jahr 1996 10.750 Britische Pfund.

## Besondere Flugleistungen
Mit einer CFM Shadow überquerte ein Pilot die gesamten Vereinigten Staaten und legte dabei eine Strecke von 6437 Kilometern in nur 69 Stunden zurück. Eine weitere bemerkenswerte Flugleistung mit diesem Modell war der Flug von England nach China innerhalb eines Monats mit einer Durchschnittsgeschwindigkeit von 110 km/h.

## Technische Daten
| Kenngröße             | CFM Shadow B                                                                   | CFM Shadow C                                                                   | CFM Shadow D                                                                   |
| --------------------- | ------------------------------------------------------------------------------ | ------------------------------------------------------------------------------ | ------------------------------------------------------------------------------ |
| Besatzung             | 1+1                                                                            | 1+1                                                                            | 1+1                                                                            |
| Länge                 | 6,40 m                                                                         | 6,40 m                                                                         | 6,40 m                                                                         |
| Höhe                  | 1,75 m                                                                         | 1,75 m                                                                         | 1,75 m                                                                         |
| Spannweite            | 10,03 m                                                                        | 10,03 m                                                                        | 10,03 m                                                                        |
| Tragflügelfläche      | 15,00 m²                                                                       | 15,00 m²                                                                       | 15,00 m²                                                                       |
| Leermasse             | 150 kg                                                                         | 150 kg                                                                         | 150 kg                                                                         |
| max. Startmasse       | 348 kg                                                                         | 348 kg                                                                         | 348 kg                                                                         |
| Antrieb               | ein Zwei-Zylinder-Flugmotor Rotax 447 mit einer Leistung von 37,9 PS (28,3 kW) | ein Zwei-Zylinder-Flugmotor Rotax 447 mit einer Leistung von 37,9 PS (28,3 kW) | ein Zwei-Zylinder-Flugmotor Rotax 447 mit einer Leistung von 37,9 PS (28,3 kW) |
| Propeller             | Dreiblattpropeller mit einem Durchmesser von 1,30 m                            | Dreiblattpropeller mit einem Durchmesser von 1,30 m                            | Dreiblattpropeller mit einem Durchmesser von 1,30 m                            |
| Startstrecke          | 90 m auf Schotter                                                              | 90 m auf Schotter                                                              | 90 m auf Schotter                                                              |
| Höchstgeschwindigkeit | 153 km/h                                                                       | 164 km/h                                                                       | 164 km/h                                                                       |
| Tankinhalt            | 23 l (Standardtank), 43 l mit (Zusatztank)                                     | 23 l (Standardtank), 43 l mit (Zusatztank)                                     | 23 l (Standardtank), 43 l mit (Zusatztank)                                     |
| Reichweite            | 209 km in ca. 1:45 h Flugzeit mit Standardtank, bis zu 8 h mit Zusatztank      | 209 km in ca. 1:45 h Flugzeit mit Standardtank, bis zu 8 h mit Zusatztank      | 209 km in ca. 1:45 h Flugzeit mit Standardtank, bis zu 8 h mit Zusatztank      |
| Abbildung             |                                                                                |                                                                                |                                                                                |

## Zwischenfälle
Bisher kam es zu 2 Zwischenfällen mit Flugzeugen dieses Typs mit einem Toten.